# 下村彰宏
下村 彰宏（しもむら あきひろ、1959年2月27日 - ）は、優企画所属の俳優。身長178cm、体重80kg。
東京都出身。父は漫才師のちの参議院議員のコロムビア・トップ。82年、文学座入り（座員）、84年に退座。

## 主な出演

### テレビドラマ

#### NHK
- 大河ドラマ
  - 獅子の時代（1980年） - 刑事
  - 毛利元就（1997年）
  - 元禄繚乱（1999年） - 芦原鱗右衛門
- 冬の蛍（1997年）
- 連続テレビ小説
  - あぐり（1997年）
  - すずらん（1999年）
  - ちゅらさん（2001年）
- 翔ぶ男 第4話「敵」（1998年）
- NHKドラマ館 / 35歳・夢の途中（1998年）
- 虹色定期便 静岡県沼津市編（1999年）
- 六番目の小夜子 第9話「恐怖の文化祭（後編）」（2000年）
- 金曜時代劇 / ゆうれい貸します（2003年）
- ミニモニ。でブレーメンの音楽隊 第11話「ヒナと演奏会」、第12話「ヒナ、ネコ、ドンキーでハーモニー」（2004年）
- とおりゃんせ
- 日曜プライム 白日の鴉2（2020年） - 近藤大吉

#### 日本テレビ
- 青春ド真中!（1978年） - 竹内小次郎
- 太陽にほえろ!
  - 第472話「鮫やんの大暴走」（1981年） - 河本治巡査
  - 第512話「婚約者の死」（1982年） - 小西祐一
- 女医（1999年）
  - 第9話「苦しみか死か」
  - 第11話「殺人は罪」

#### TBS・MBS
- 君と出逢ってから（1996年）
- 協奏曲（1996年）
- 最後の恋（1997年）
- 恋のためらい（1997年）
- 不機嫌な果実（1997年）
- めぐり逢い（1998年）
- ラブとエロス 第2話「私の胸で泣いて」（1998年）
- 青の時代 第2話「無実の少年」（1998年）
- ウルトラシリーズ
  - ウルトラマンガイア 第22話「石の翼」（1999年） - 運転手
  - ウルトラマンマックス 第25話「遥かなる友人」（2005年） - アナウンサー
- グッドニュース（1999年）
- 恋がしたい恋がしたい恋がしたい 第10話（2001年）
- 木更津キャッツアイ （2002年） - アニの父
- ヨイショの男 第3話「カラオケ代理戦争」（2002年）

#### フジテレビ
- あいつがトラブル 第14話「警察が占領された」（1990年）
- 緋の稜線（1998年）
- ラブコンプレックス（2000年）
- 救命病棟24時 第3シリーズ 第11話「命と希望が蘇る街へ!」（2005年） -
- 新・愛の嵐（2002年）
- 愛のソレア（2004年）
- Ns'あおい 第11話「桜・後編～君がいるからがんばれる」（2006年）
- リーガル・ハイ 第2期 第1話（2013年）
- プラチナエイジ（2015年）

#### テレビ朝日
- 君の手がささやいている 第2章（1998年）
- 恋は戦い! 第9話「NYへ…最後のプロポーズ」（2003年）
- 特命係長 只野仁 第1シリーズ 第7話「会長の秘密」（2003年） - 田代達夫
- エースをねらえ!（2004年）
- 7人の女弁護士 第1シリーズ 第5話「女弁護士が愛した殺人犯!」（2006年）
- 相棒 season 12 第19話「プロテクト」（2013年）

#### テレビ東京
- ハッピー 愛と感動の物語 第1シリーズ 第8話「幸せは自分でつかむもの…盲導犬が教えた愛」（1999年）
- 幻星神ジャスティライザー 第7話「危機! ハデス復活計画」（2004年） - 塚田俊夫
- 水曜ミステリー9 / 偽証法廷（2012年）

#### WOWOW
- 連続ドラマW「北斗 -ある殺人者の回心-」（2017年）- 大学教授 役

### 舞台
- しみじみ日本乃木大将
- サンシャインボーイズ
- 恋と年金

### 映画
- 天使の牙B.T.A.（2003年）
- 木更津キャッツアイ 日本シリーズ（2003年） - アニの父

### その他
- ウルトラマンガイア ガイアよ再び（2000年） - 片山
- 大道芸に生きる（ナレーション、スカパー!）